# Leontòpolis
Leontòpolis (grec antic: Λεόντων πόλις; llatí: Leontopolis) fou una antiga ciutat d'Egipte, a la part central del Delta, anomenada abans Taremu. Correspon a l'actual Tell el-Muqdam o Tell al-Mokdam, a uns 10 km de l'actual ciutat de Mit Ghamr. El seu nom egipci fou Taremu i fou la capital del nomós XI del Baix Egipte (Ka-heseb) i probablement capital d'Egipte durant la dinastia XXIII. El nom grec volia dir 'Ciutat dels lleons' per la presència del déu-lleó Maahes o Mahes (Myos o Mysys en grec); altres déus amb culte a la ciutat eren Sekhmet i Bast. La ciutat posseïa gran quantitat d'imatges de lleons.
En el període ptolemaic, sota Ptolemeu VI Filòmetor (180 aC-145 aC) el sacerdot exiliat Onies va fundar un temple jueu, semblant al temple de Jerusalem; això va atreure una important colònia jueva, que va florir durant tres segles, fins que al segle i, en el govern de Vespasià, el temple fou tancat durant el conflicte entre l'emperador i els jueus (71). La ciutat jueva fou coneguda com a Nay-ta-hut o Ney-ta-hut.
Es van trobar restes a Tell es-Sab (Colina dels lleons) i a Al-Mengaleh, però els erudits coincideixen que el lloc correcte de la ciutat es Tell al-Mokdam. Tell al-Yahudiya (Turó dels jueus) probablement porta aquest nom perquè allí hi havia el temple construït al segle ii aC.
Una troballa coneguda com a "Camp dels Hikses" consisteix en una recint rodejat de muralles de 515 per 490 metres i que no té cap similitud amb altres edificis d'Egipte (per això es va pensar que era una construcció dels hikses i se li va donar el nom esmentat).
S'han trobat restes d'estàtues colossals de Ramsès II al nord de Tell a-Yahudia on es pensa que hi devia haver un temple; a l'oest hi havia un temple de Ramsès III i probablement un palau. No s'ha trobat cap resta arqueològica anterior al tercer Període Intermedi. Recents excavacions realitzades per la Universitat de Berkeley semblen evidenciar la importància d'aquest lloc durant la dominació persa i saïta
El temple de Mahes va ser desmuntat per aprofitar les pedres en altres construccions. Existia també una estàtua del faraó Nehesi usurpada per Merneptah.